# Сушилня
Сушилнята (сушилна машина) е битов електроуред, предназначен за премахване на влагата от дрехи и текстилни тъкани, обичайно скоро след като те са били изпрани в пералня.
Повечето сушилни се състоят от въртящ се барабан, в който навлиза циркулиращ горещ въздух, изпаряващ влагата. Барабанът, задвижван от мотор чрез ремък, се върти сравнително бавно, така че да се остави пространство и въздухът да достигне всички дрехи.
Употребата на сушилня може да доведе до свиване на тъканите, загуба на мекотата, избеляване. По тези причини, както и от екологични съображения, много хора предпочитат сушенето на дрехи на простор или сушилка (механична сгъваема конструкция от дърво или метал).

## Устройство на сушилня
Съдържателят на сушилнята представлява обикновено барабан от неръждаема ламарина, която няма дупки, за разлика от барабана на пералнята машина, който се върти в перилен разтвор. Сухото пране при намокряне намалява своя обем и затова напълването с мокро пране трябва да бъде в такова количество, че при изсъхване то да възстановява своя първоначален обем и да изпълва свободното пространство.
Освен от барабан, уредът се състои от нагревател и вентилатор. Поради това трябва да се намери подходящо място за монтаж, така че при работа да има свободен достъп на свеж атмосферен въздух и канал за изхвърляне на силно овлажнения горещ въздух. Рационално е използването на сушилня в дъждовни и мразовити дни.
Уредът има два два температурни режима: +70 °C и +40 °C заради различните материи, които се сушат. Желателно е да не се смесват естествени и изкуствени материи. Големи покривки за маса не са особено подходящи за сушене, защото с въртенето на барабана могат да обвият другото пране на топка, която не може да се изсуши. Препоръчително е и преди поставяне на прането в сушилнята, то да е било максимално добре изцедено от центрофугата на пералнята.
Ако сухите дрехи се извадят скоро след свършване на сушилния цикъл (още топли), могат са се сгънат и да се приберат в гардероба. Ако сухото пране преседи няколко часа в сушилнята, е по-вероятно да остане измачкано и да се нуждае от гладене.

## Видове сушилни
В зависимост от източника на енергия сушилните могат да бъдат разделени на 2 вида: газови и електрически. В зависимост от механизма на зареждане сушилните могат да бъдат с горно зареждане и с предно зареждане. Сушилните с горно зареждане имат вратичка в горната част на уреда, докато сушилните с предно зареждане имат вратичка отпред. 
Друг начин за класифициране на сушилните е как се справят с влагата. Сушилните без вентилационни отвори използват технология за кондензация или термопомпа за отстраняване на влагата от въздуха в сушилнята, докато сушилните с вентилационни отвори имат вентилационна система.
Сушилни без вентилатор с напълно затворен цикъл, които съдържат и охлаждаща част, т.е. охлаждащ радиатор, където водните пари кондензират и се събират в резервоара, докато въздухът циркулира в цялата машина. Такава машина не изисква специално място за монтаж.